# Martin Braxenthaler

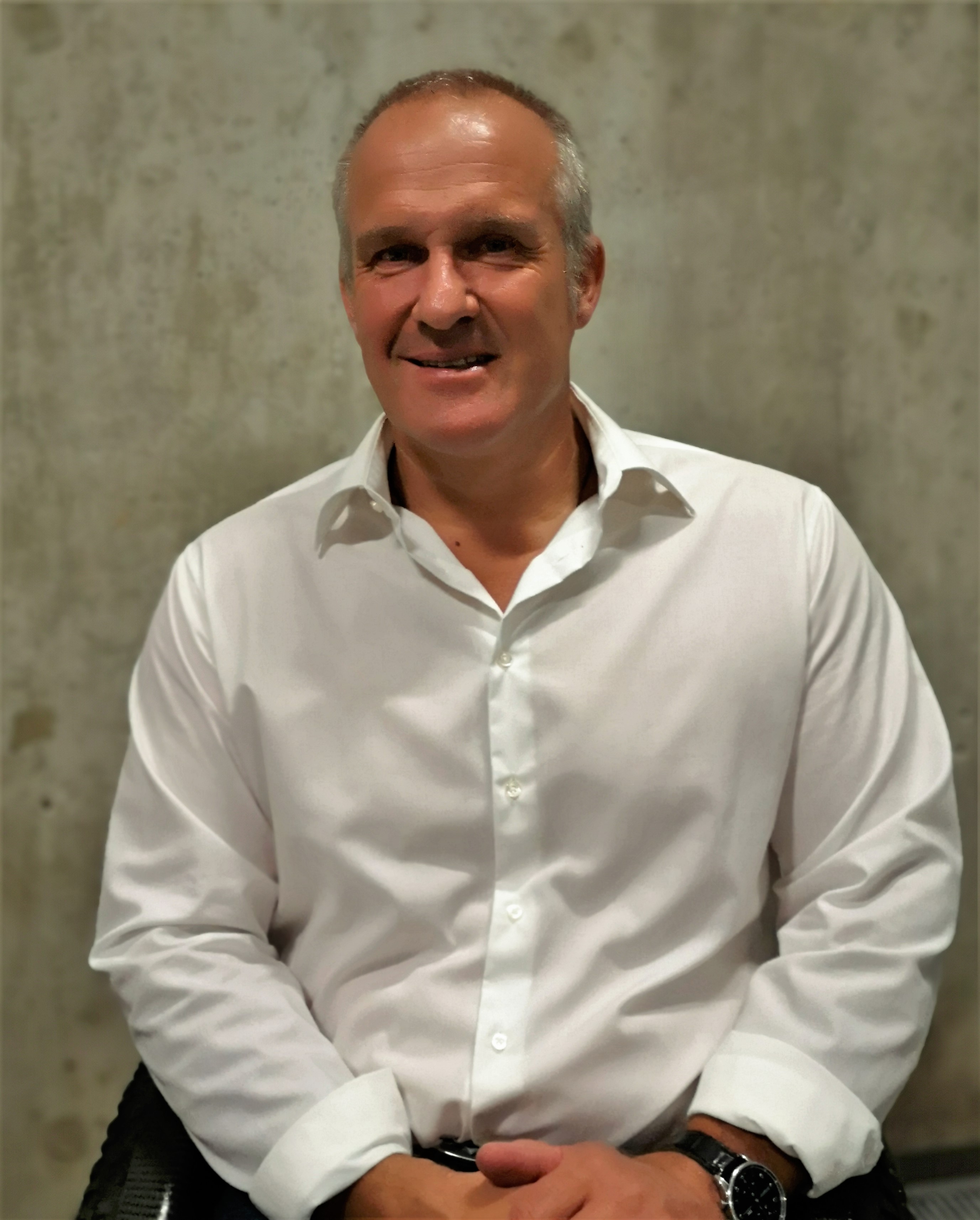
Martin Braxenthaler (2022)

Martin Braxenthaler (* 11. März 1972 in Traunstein) ist ein ehemaliger deutscher Monoskifahrer, der Mitglied beim ESV Traunstein war.
Der gelernte Mechaniker ist seit einem 1994 erlittenen Arbeitsunfall querschnittgelähmt. 1995 absolvierte er einen Monoskikurs, wurde zwei Jahre später in den Bayerischen Landeskader aufgenommen und ist seit 1998 Mitglied des A-Kaders der Nationalmannschaft. Er war mehrfach Deutscher Meister, belegte 1998/99 Rang drei in der Weltcupgesamtwertung, erreichte bei den Paralympics 1998 in Nagano einen dritten Platz im Super G, hatte mehrere Erfolge bei der Weltmeisterschaft in Anzère im Jahr 2000 und holte 2002 bei den Paralympics in Salt Lake City nicht weniger als vier Goldmedaillen in den Disziplinen Slalom, Riesenslalom, Abfahrt und Super G.
Bei den Paralympics in Turin konnte er seine Goldmedaillensammlung weiter ausbauen. Selbst ein misslungener Start im Abfahrtswettbewerb konnte ihn nicht verunsichern – Gold in Super-G, Riesenslalom und Slalom machten ihn trotz neuen Reglements zum besten deutschen Paralympics-Teilnehmer 2006. 2006 wurde ihm der „Jetzt-erst-recht-Preis“ des Bayerischen Sportpreises 2006 und am 2. April 2007 der Laureus Award verliehen. Bei den Paralympics 2010 in Vancouver gewann er drei weitere Gold- sowie eine Silbermedaille, anschließend beendete er seine sportliche Laufbahn.
Am 21. November 2019 wurde Martin Braxenthaler in die Hall of Fame des deutschen Sports aufgenommen. Anfang März 2022 gehörte er zu den Gründungsmitgliedern des Vereins Athletes for Ukraine.
Braxenthaler lebt und trainiert in Surberg.